# アレックス・ガーズバック
アレクサンダー・ジョセフ・ガーズバック（英語: Alexander Joseph Gersbach、[ˈɡɜːrzbæk] GURZ-bak;、1997年5月8日 - ）は、オーストラリアとドイツ、ギリシャのサッカー選手。オーストラリア代表。ポジションはDF。

## クラブ歴
ニューサウスウェールズ州オーバーンでドイツ系の父とギリシャ系の母の間に生まれ、同州のサザランドで育った。サッカー少年としてはミランダ・マグピーズ、サザランド・シャークスFCでフォワードとして過ごした後にキャンベラにあるオーストラリアン・インスティチュート・オブ・スポーツに移った。
2014年7月20日に2年契約でシドニーFCに加入。当初は背番号13番であったが、背番号16番をつけていたクリストファー・ナウモフと背番号を入れ替えた。同国有数の若手として評価されていた彼は、2014年8月に17歳3ヶ月でFFAカップラウンド32に出場しプロ選手初出場を飾った。Aリーグでは同年10月11日にマシュー・ジャーマンと交代で途中出場し初出場を記録した。2015-16シーズンには背番号3番を纏った。

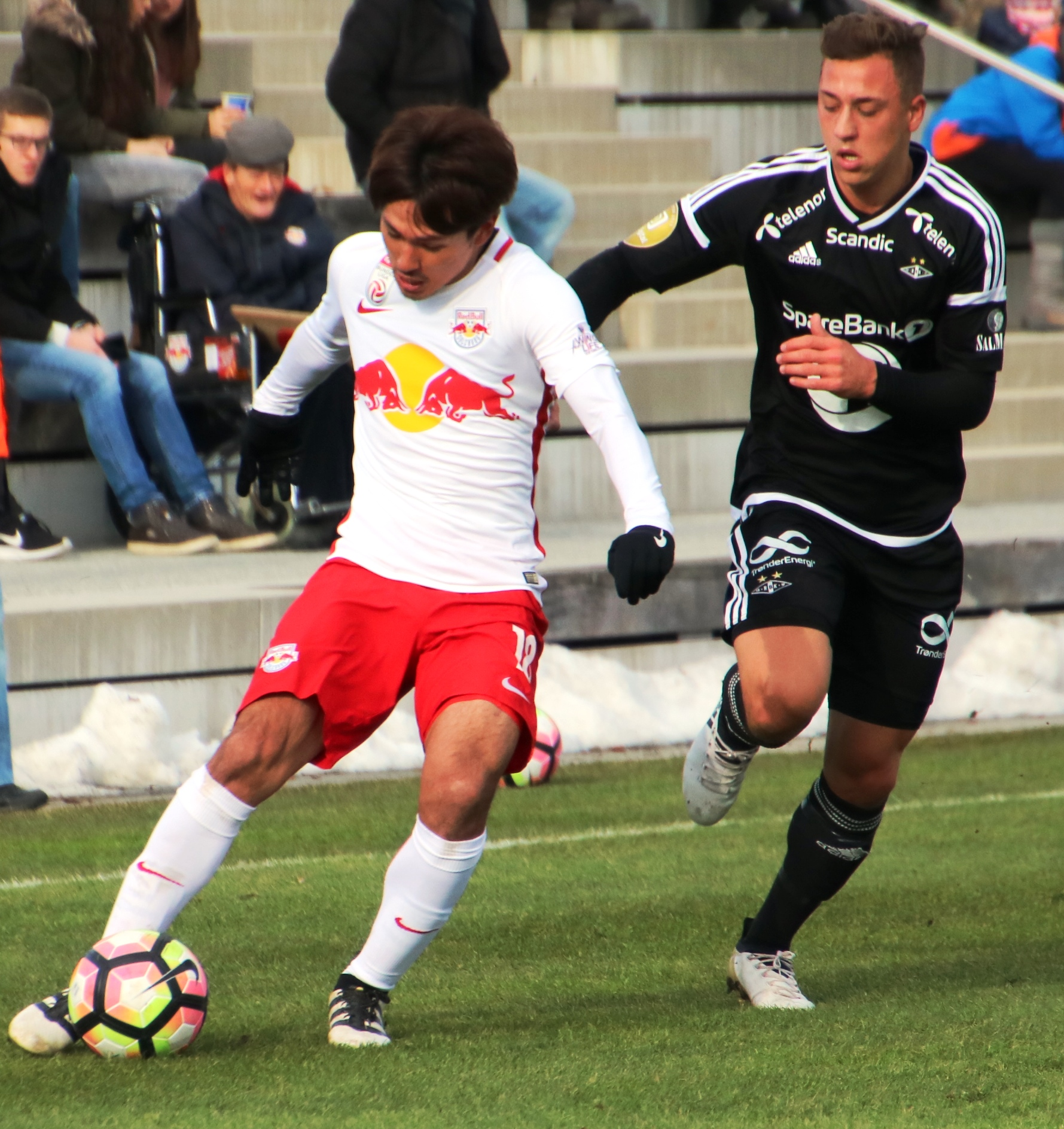
2017年2月、ローゼンボリBK時代

2016年1月31日にエリテセリエンのローゼンボリBKに推定50万ドルの移籍金で移籍。3月19日の試合でフル出場し移籍後初出場を記録した。
2018年1月22日にリーグ・ドゥのRCランスに半年の期限付き移籍で加入、期限付き移籍後には3年契約で完全移籍する見込みもあったが実現しなかった。RCランスでは背番号5番をつけ、初出場は本職ではないセンターバックでの起用であった。
その後はローゼンボリに復帰し半年を過ごした。
2019年1月23日に2年半契約でエールディヴィジのNACブレダに加入。しかしクラブはこのシーズンで降格した。
同年7月にデンマーク・スーペルリーガのオーフスGFに3年契約で加入し、代表でのチームメイトであるムスタファ・アミニとAIS時代以来のチームメイトとなった。
2021年8月末日にリーグ・ドゥのグルノーブル・フット38に2年契約で完全移籍。
2023年1月31日、コロラド・ラピッズに移籍した。

## 代表歴
2015年9月25日にAFC U-19選手権2016予選のメンバーに選出された。その後もU-23代表としてAFC U-23選手権2016、2018、2020のメンバーに選出された。
2016年3月に2018 FIFAワールドカップ・アジア2次予選のタジキスタン代表戦、ヨルダン代表戦のメンバーとしてA代表初招集を受けたが、この両試合では出場機会が無かった。同年6月に行われたギリシャ代表との親善試合でブラッド・スミスに代わって投入されA代表初出場、この試合でマシュー・レッキーの得点をアシストした。公式戦初出場は翌年行われたFIFAコンフェデレーションズカップ2017のカメルーン代表戦となった。